# Kềnh H'Mông

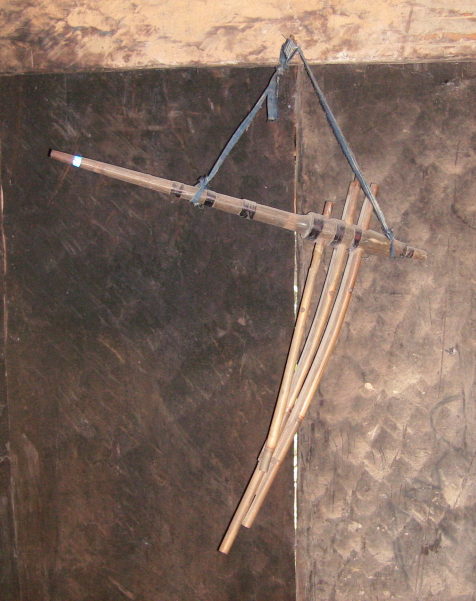
Kềnh lô sanh của dân tộc H'Mông ở Vân Nam - Trung Quốc

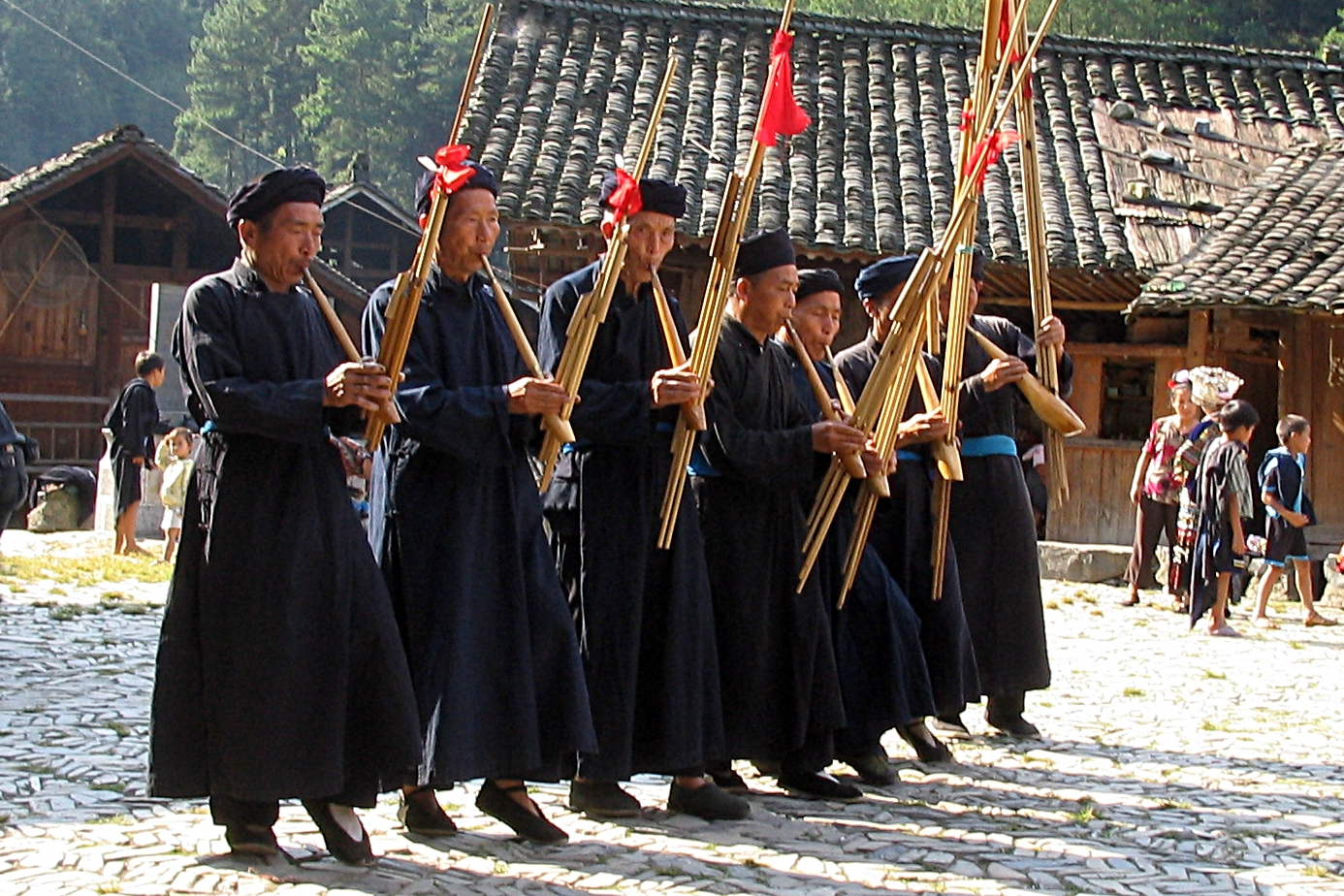
Tốp nam thanh niên biểu diễn kềnh lô sanh ở Quý Châu, Trung Quốc

Kềnh H'Mông (giản thể: 芦笙; phồn thể: 蘆笙; bính âm: lú shēng, Hán Việt: lô sanh; Hmông RPA: qeej Hmoob, Hmông Việt: kênhx Hmôngz) là nhạc cụ thổi hơi của người Miêu ở Trung Quốc và các dân tộc Tây Bắc Việt Nam. Người Việt Nam gọi kềnh (qeej) là khèn, vì thế kềnh H'Mông còn được gọi là khèn Mèo.
Các nhóm dân tộc chơi kềnh lô sanh khác ở Trung Quốc bao gồm người Đồng,người Cờ Lao và người Miền. Người Mông gọi nhạc cụ quan trọng nhất của họ là qeej (kênhx). Các lưỡi gà (lam đồng) của kềnh được sản xuất trong các kích cỡ khác nhau. Ở Lào, Thái Lan và Campuchia, những chiếc khèn bè tương tự kềnh người Mông dài tối đa 1,5 mét, trong khi những chiếc kềnh thẳng của người Đồng ở miền nam Trung Quốc có thể dài tới gần bốn mét.

## Lịch sử

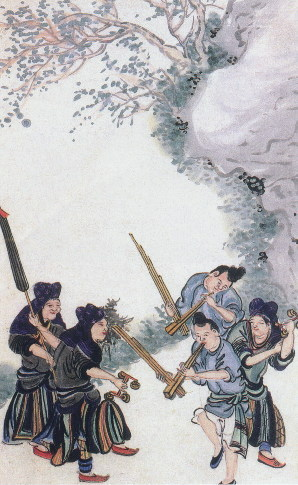
Tranh thủy mặc mô tả những đôi nam nữ Miêu tộc múa với lô sanh

Tiền thân của lô sanh Trung Quốc đã có trong thiên nhiên kỷ 3 trước Công nguyên, tức là trước triều đại nhà Thương (thế kỷ 18 trước Công nguyên đến thế kỷ 11 trước Công nguyên). Kể từ khi các tác phẩm của nhà Chu (thế kỷ 11 trước Công nguyên đến 256 trước Công nguyên), các cơ nhạc cụ nhỏ của người Miêu thường được gọi là lô sanh. Chúng được coi là nguồn gốc của tất cả các nhạc cụ với một lưỡi gà. Phát hiện lâu đời nhất của các nhạc cụ đa âm là hai mẫu vật nhỏ với 14 ống thành hai hàng và một buồng gió từ một hộp cộng tưởng làm bằng quả bầu hồ lô, xuất hiện từ khoảng 433 trước Công nguyên. Có niên đại từ ngôi mộ của Tăng hầu Ất. Những hình ảnh cổ xưa nhất của các cơ quan miệng có thể được tìm thấy trên tàu của Trung Quốc bằng đồng từ thời Chiến Quốc (475-221 Trước Công nguyên), mà các công cụ của toàn bộ dàn nhạc nghi lễ được biểu diễn.
Mô tả sớm nhất về lô sanh của người Hmông có từ năm 1664. Tác giả Trung Quốc Lu Tze Yun mô tả một điệu nhảy tán tỉnh trong đó nam thanh niên chơi và hát nhạc cụ gió với sáu ống vào ban đêm. Kể từ đó, vai trò của cơ quan miệng trong tán tỉnh về đêm được đề cập nhiều lần. Bao gồm thông qua truyền giáo Will H. Hudspeth 1937, khoảng trống của lô sanh khi nó được thổi vào những đêm trăng sáng bởi những người đàn ông trẻ ở vùng núi, và trong các âm thanh của các điệu hát pha trộn của các cô gái nhảy múa.
Từ cuối thế kỷ XIX đến đầu thế kỷ XX, có một số báo cáo viết tại nhà từ các nhà truyền giáo và bộ trưởng châu Âu ở Trung Quốc, nhưng rất ít về âm nhạc của người Miêu. Các nhà truyền giáo đã quan tâm nhiều hơn đến việc dạy các dân tộc thiểu số hát các bài thánh ca Kitô giáo. Việc sử dụng nghi thức của lô sanh bởi người H'mong Daw ("H'mong trắng") lần đầu tiên mô tả nhà truyền giáo Công giáo Pháp Aacts Schotter (1909), các nhà quan sát châu Âu khác thời đó ở phía tây nam Trung Quốc đề cập đến lô sanh chỉ tại các sự kiện giải trí và cho mục đích quảng cáo cô dâu. Chỉ huy quân đội Pháp Étienne Edmond Lunet de Lajonquière (1906), thiếu tá Đan Mạch Erik Seidenfaden (1881-1958) năm 1923 và nhà dân tộc học người Áo Hugo Bernatzik 1936/37 là một trong số ít người viết về người H'mong ở miền bắc Thái Lan. Kềnh (qeej) chỉ tìm thấy sợi tơ trong đám tang của H'mong Daw ở Chiang Mai và sau Bernatzik, qeej ở miền bắc Thái Lan không được sử dụng để giải trí. Một trong những lĩnh vực chính của văn hóa H'mông là việc sử dụng qeej vào các nghi lễ. Do đó, tất cả các nhà quan sát châu Âu bám vào nghiên cứu dân tộc học kỹ lưỡng hơn trong nửa sau của thế kỷ 20.

## Cấu tạo

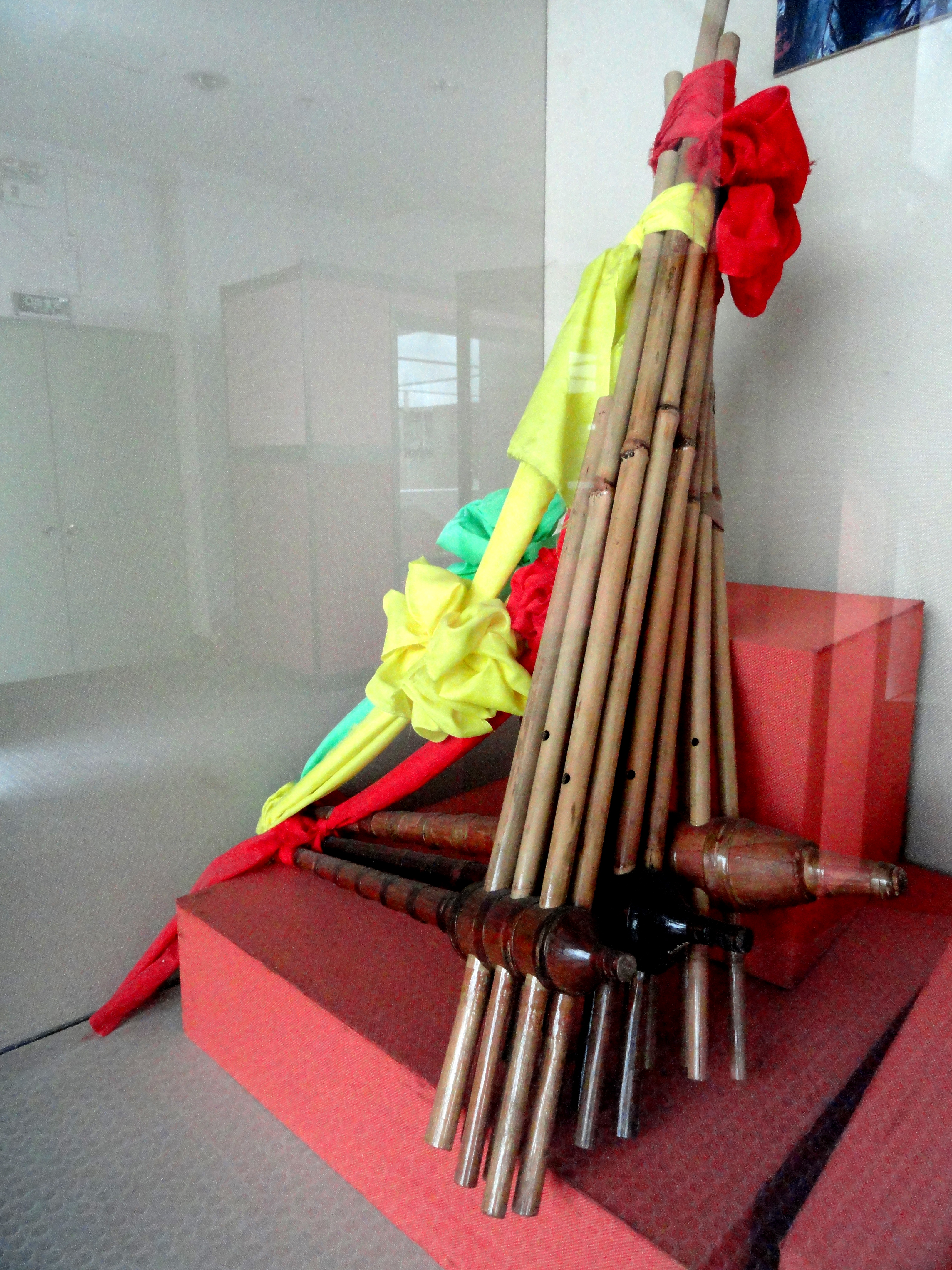
Kềnh lô sanh trưng bày ở một bảo tàng ở Quý Châu - Trung Quốc

Kềnh H' Mông (lô sanh) có 6 ống trúc rỗng ruột với độ dài ngắn khác nhau. Những ống này xuyên qua 1 bầu gỗ. Phần trên của đầu bầu gỗ thuôn nhỏ, nối với 1 ống trúc khác tạo thành ống thổi. Trên mỗi thân ống trúc nằm ngang có 1 lưỡi gà nhỏ bằng đồng nằm ở chỗ cắm qua bầu gỗ, gần đó, phía bên ngoài bầu gỗ là lỗ bấm. Muốn tạo ra âm thanh của ống nào, người ta bịt tay vào lỗ bấm của ống đó, thổi hơi vào khiến lưỡi gà rung lên phát ra âm thanh. Lúc hít hơi vào lưỡi gà cũng bị tác động cho ra âm thanh. Tùy theo mức độ dài ngắn, to nhỏ mà các ống có âm thanh khác nhau. Riêng ống ngắn nhất và ống dài nhất có 2 lưỡi gà song song phát ra đồng âm. Nhìn chung, khi bịt lỗ hay mở ra đều có thể tạo âm thanh khi thổi. Kỹ thuật sử dụng kềnh H'Mông cơ bản là những thế bấm như vỗ, ngắt, láy rền, hợp âm và hoà âm...
Kềnh H'Mông giống như nhiều loài khèn khác, là nhạc cụ đa thanh, âm sắc có nhiều chất kim loại, hơi rè nhưng mạnh mẽ. Nhạc cụ này có âm vực trong vòng 1 quãng tám, mỗi ống chỉ phár ra 1 âm thanh. Một số nghệ nhân đã cải tiến loại kềnh này thành 8 - 9 ống hoặc vẫn giữ nguyên 6 ống nhưng làm khóa bịt mở lỗ bấm để tạo thêm vài âm nữa, do đó âm vực rộng hơn đôi chút.
Người H'Mông thổi kềnh trong những cuộc vui, tang ma hay lúc đi từ nhà đến chợ. Hiện nay, họ có nhiều loại kềnh với kích cỡ khác nhau (nhỏ, vừa và to). Theo truyền thống, nhạc cụ này do nam giới sử dụng, thường dùng để đệm hát.